# آلیپوکاس (دلاویر)
آلیپوکاس (به انگلیسی: Alapocas) یک منطقهٔ مسکونی در ایالات متحده آمریکا است که در دلاور واقع شده است. آلیپوکاس ۶۷٫۹۷ متر بالاتر از سطح دریا قرار دارد.